# Désaignes
Désaignes is een gemeente in het Franse departement Ardèche (regio Auvergne-Rhône-Alpes). De plaats maakt deel uit van het arrondissement Tournon-sur-Rhône. Désaignes telde op 1 januari 2022 1.145 inwoners.

## Geschiedenis
Désaignes was al bewoond in de tijd van de Galliërs. Daarvan getuigen artefacten als potscherven en fundamenten van woningen. In 52 v.Chr. wordt het dorp een Romeinse nederzetting, nog zichtbaar in de sporen van thermen en Romeinse villa's.
In de Middeleeuwen groeide Désaignes uit tot een van de grootste steden van de Vivarais, met bijna 3.000 inwoners binnen de stadsmuren, wat tegenover een huidig bevolkingsaantal van iets meer dan 1.000 inwoners in de gehele gemeente en slechts 500 in het dorpscentrum zeer hoog lag. In de 14e eeuw wordt ter versterking ook nog een kasteel gebouwd, het Château de Désaignes. Dit kasteel is als museum nog te bezichtigen, evenals grote delen van de stadsmuren en drie van de vier stadspoorten. 
Maar de stad leed onder de Hugenotenoorlogen en recenter door de werking van het verzet tijdens de Tweede Wereldoorlog. In de 20e eeuw liet zich voor de economische groei van de gemeente ook voelen dat een in 1890 geplande spoorweg niet Désaignes ontsloot, maar uiteindelijk wel sinds 12 juli 1891 het nabijgelegen Lamastre.

## Geografie
De oppervlakte van Désaignes bedroeg op 1 januari 2022 50,72 vierkante kilometer; de bevolkingsdichtheid was toen 22,6 inwoners per km².
De onderstaande kaart toont de ligging van Désaignes met de belangrijkste infrastructuur en aangrenzende gemeenten.

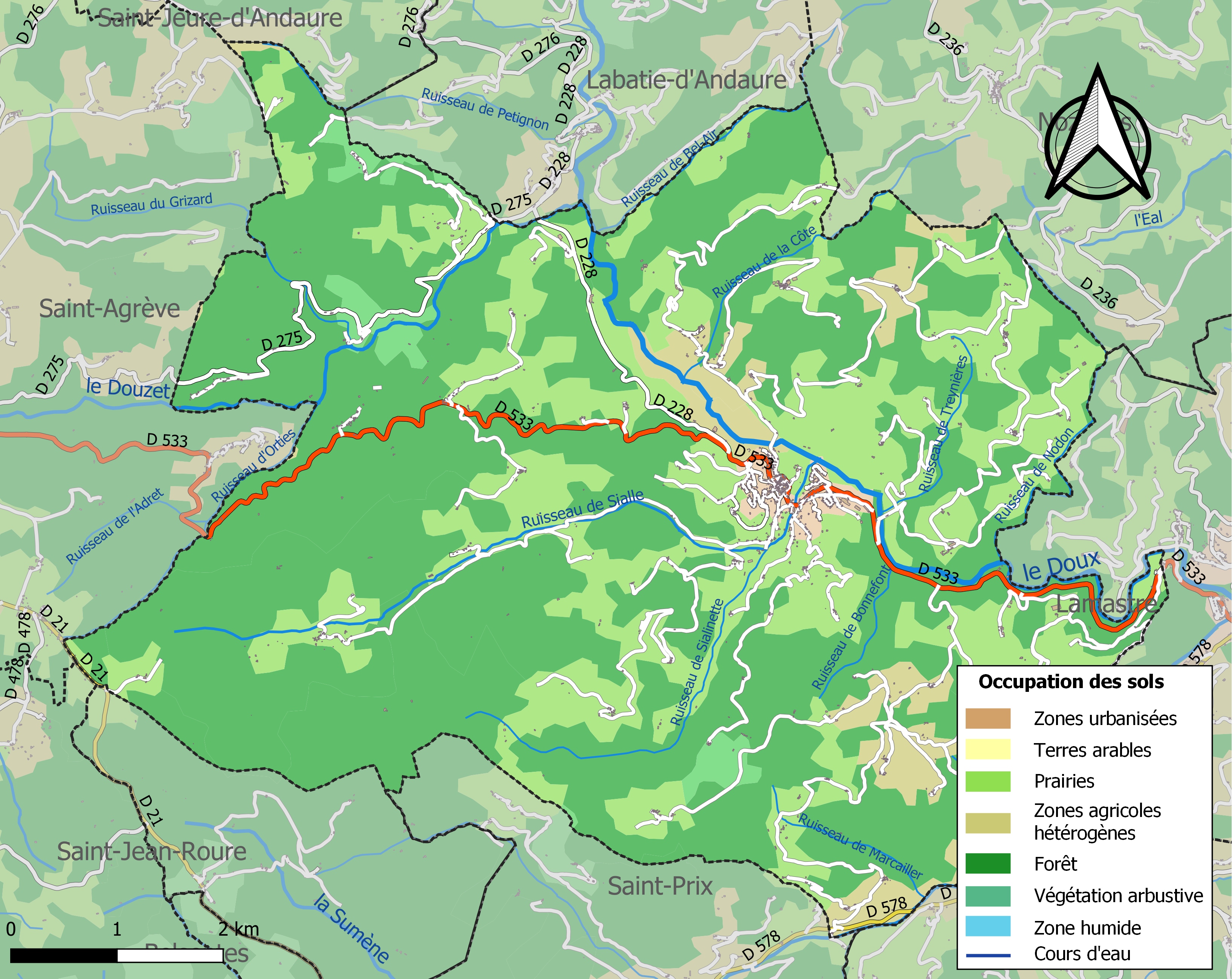

Het grondgebied van de gemeente ligt geheel in het natuurpark Monts d'Ardèche.

## Demografie
Onderstaande figuur toont het verloop van het inwonertal (bron: INSEE-tellingen).

Vanwege een beveiligingsprobleem met de MediaWiki Graph-software is het momenteel niet mogelijk deze grafiek weer te geven. Zodra de software is bijgewerkt zal de grafiek vanzelf weer zichtbaar worden.